# 読売ウイークリー
『読売ウイークリー』（よみうりウイークリー）は、読売新聞東京本社が1943年から2008年まで発行していた週刊誌。
最終時には、定価350円で、毎週月曜日に発売されていた。書店、キヨスクなどの販売、読売新聞系列の新聞販売店読売センター（YC）による宅配、またはグループ社の中央公論新社から手に入れることができた。医療機関や飛行機内などでも閲覧できた。
読売新聞は、『読売ウィークリー』など一部の読売新聞発行雑誌・書籍は中央公論新社に引き継がず、読売新聞東京本社出版局の名義で発行し続けた。

## 歴史
- 1943年に『月刊読売』[3]として創刊[4][5]。
- 1944年5月号から『青年読売』[6]と改題するが1945年3月休刊。1946年1月に『月刊読売』[7]に復題し復刊、1951年11月より『旬刊読売』[8]として旬刊化される[9]。
- 1952年に『週刊読売』へ改題[4][5]すると共に一般週刊誌へリニューアル。週刊読売時代は硬派な記事が多かったため、時代の趨勢もあり発行部数が減少。2000年4月よりリニューアルし、誌名を『Yomiuri weekly』に改題すると共に判型を「AERA」（朝日新聞出版）と同様のA4判変型に変えて再出発した。2005年より、表紙題字のローマ字表記を取りやめ『読売ウイークリー』になった[4][5]。

- 表紙には読売新聞のマスコットキャラクター「どれどれ」（作・宮崎駿）が小さく表記されていた。

### 題号の変遷
- 『月刊読売』 第1巻第1号（1943年5月号＝創刊） - 第2巻第4号（1944年4月号）
- 『青年読売』 第2巻第5号（1944年5月号） - 第3巻第3号（1945年3月号）
- 『月刊読売』 第4巻第1号（1946年1月号） - 第9巻第17号（1951年10月）
- 『旬刊読売』 第9巻第18号（1951年11月） - 第10巻第20号（1952年7月）
- 『週刊読売』 第10巻第21号（1952年7月13日号） - 第62巻第1・2号（2003年1月5・12日合併号）
- 『Yomiuri Weekly』 第62巻第3号（2003年1月19日号） - 第64巻第44号（2005年10月23日号）
- 『読売ウイークリー』 第64巻第45号（2005年10月30日号） - 第67巻第56号（2008年12月14日号＝休刊）

## 休刊
新聞社系の週刊誌では『週刊朝日』や『サンデー毎日』より発行部数が少なく、日本雑誌協会による総合週刊誌の売り上げ調査では下位に低迷、2000年に約40万部だった発行部数は2008年には約10万部に減少していた。活字離れやインターネットの普及などで広告収入も大幅に減少し、2008年12月14日号（12月1日発売）をもって休刊した。